# Саламандра Ричмонда
Саламандра Ричмонда (Plethodon richmondi) — вид земноводних з роду Лісова саламандра родини Безлегеневі саламандри. Інша назва «ярова саламандра»[джерело?]. Отримала назву на честь дослідника Нейла Дуайта Ричмонда.

## Опис
Загальна довжина становить 7,5—14,5 см. Голова товста. Очі опуклі. Тулуб тонкий та стрункий. Кінцівки короткі, проте добре розвинені. Хвіст довгий, поступово звужується при кінці. Забарвлення спини та боків темно-коричневого або чорного кольору, зі сріблястими плямами. Черево має темно-коричневий або чорний колір.

## Спосіб життя
Полюбляє лісисті долини, вологі ущелини, яри. Зустрічається на висоті до 1300 м над рівнем моря. Живляться мурахами, личинками двокрилих, кліщами, равликами, жуками, дощовими хробаками, термітами та павуками.
Самиця відкладає 2—4 яйця. Довжина дитинчат від голови до клоаки становить 1,4-1,5 см.

## Поширення
Поширена у США: у Західній Вірджинії, Кентуккі, південно-західній частині Вірджинії, північно-західній частині Північної Кароліни та північно-східному Теннессі.